# MÁV 395 sorozat
A MÁV XXIa osztályú (1911-től 395 sorozatú) mozdonyok a Magyar Királyi Államvasutak egyik szertartályos keskeny nyomtávú gőzmozdonytípusa volt. 1895-ben a StEG 5 db-ot, 1897-ben pedig Weitzer János gépgyára még egyet szállított a Gyulafehérvár-Zalatna HÉV meginduló üzeméhez. A vonal az első világháború után Romániához került az elszakított területtel és a mozdonyokat is a CFR üzemeltette a továbbiakban megtartva MÁV pályaszámaikat. 1944-ben a 395.002 pályaszámú mozdony a Szovjetunióba került, a maradék mozdonyokat a CFR 1973-ban selejtezte.